# Onthophagus pygidialis
Onthophagus pygidialis là một loài bọ cánh cứng trong họ Bọ hung (Scarabaeidae).